# Yanina Wickmayer
Yanina Wickmayer (Lier, 1989. október 20. –) belga teniszezőnő, olimpikon.
2004-ben kezdte profi pályafutását. Egyéniben öt WTA- egy WTA 125K- és 14 ITF-tornát nyert, párosban négy WTA-, egy WTA 125K- és 16 ITF-tornán maradt veretlen. Legjobb világranglistás helyezése egyéniben a tizenkettedik volt, ezt 2010 áprilisában érte el, párosban a 61. hely, amelyen 2023. szeptember 11-én állt. 2009-ben megkapta a WTA Most Improved Player díjat a WTA-tól.
A Grand Slam-tornákon egyéniben a legjobb eredményeként a 2009-es US Openen az elődöntőbe jutott, illetve a 2010-es és a 2015-ös Australian Openen, valamint a 2011-es wimbledoni teniszbajnokságon a 4. körben esett ki. Párosban a 2025-ös Roland Garroson negyeddöntőt játszott.

## Pályafutása

### 2004–2007
2004-ben kezdte profi pályafutását, de inkább ITF-tornákon vett részt. Eleinte még kisebb sikerei voltak, általában a selejtezőkben esett ki, legjobb eredménye a Ladies Trophyn elért első forduló, ahol Louise Doutrelant verte őt meg 4–6, 6–1, 6–1-re.
2005-ben már sokkal sikeresebb volt, a Ladies Trophyn a második körben esett ki, miután a selejtezőben három, és a főtáblán egy meccset tudott nyerni. A következő két tornáján, Koksjidében és Westendében az első illetve második körben búcsúzott.
2006-ban még mindig ITF-versenyeken vett részt, viszont sokkal sikeresebb volt, mint az előző két évben. Májusban döntőbe is került a Edingburgh-i versenyen, ahol a 3. kiemelt Mari Anderssontól kapott ki 0–6, 6–1, 6–3-ra. Augusztusig nem ért el nagyobb sikereket, akkor a koksjidei döntőben megverte Kristina Steiertet 6–4, 6–1-re, miután az első fordulóban a torna 1. kiemeltjét búcsúztatta. Év végéig ismét egy kisebb hullámvölgy jelentkezett pályafutásában, de novemberben összeszedte magát és két egymásutáni versenyt nyert meg.
2007-ben már részt vett WTA versenyeken is. Első WTA-tornája a párizsi Open GDF Suez volt, ahol a selejtezőkben kapott ki a hazai Stéphanie Foretztől 3–6, 6–2, 6–2-re. A Proximus Diamond Games-en ismét a selejtezőkben esett ki, ez alkalommal Virginie Razzano múlta felül Wickmayert. Wickmayernek Razzano volt az első top 100-as ellenfele. Áprilisban ITF-döntőbe került, és meg is verte Claire Feuersteint 6–4, 6–4-re. Júliusban döntőig jutott a Les Contamines-i ITF-versenyen, és itt is győzni tudott. Októberben és novemberben is sikerült diadalmaskodnia három ITF-tornán. Az évet az 534. helyen kezdte, november végére azonban a világranglista 170. helyét foglalta el.

### 2008
2008-ban az ITF-tornák mellett sokkal több WTA-tornán is részt vett. Az évet az ASB Classicon kezdte, ahol kikapott a 6. kiemelt Tamira Paszektől. Ezután az Australian Open selejtezőiben játszott, de a második körben Katie O’Brien verte őt meg, így nem sikerült főtáblára kerülnie.
A Proximus Diamond Games-en az első fordulóban búcsúztatta Peng Suajt 6–0, 6–4-gyel, de a második kanyarban a 3. kiemelt Daniela Hantuchová ellen nem tudott nyerni (6–4, 6–3 lett Hantuchová számára). Ezután négy ITF-tornán játszott (legjobb eredménye az Indian Harbour Beach-i győzelem Bethanie Mattek ellen), majd a Roland Garros selejtezőiben folytatta az évet. 3 nyert meccs után a főtáblára került, de ott kikapott Akgul Amanmuradovától 6–2, 7–5-ös arányban.
Az DFS Classicon óriási meglepetést okozva bejutott a döntőbe, miután megverte Casey Dellacquát (egyben ez volt az első győzelme top 50-es játékos ellen, hiszen Dellacqua a 41. helyezett volt az akkori világranglistán), Michaëlla Krajiceket, Melanie Southot és Bethanie Mattekot, viszont a döntőben alulmaradt Katerina Bondarenkoval szemben. Wimbledonban alanyi jogon jutott a főtáblára, de az első körben Szugijama Ai 6–4, 6–2-es arányban búcsúztatta a belgát. Év végéig nem volt nagyobb sikere, egy ITF-torna elődöntőjében, és egy WTA-torna negyeddöntőjében esett ki.

### 2009
Brisbane-ben kezdődött Wickmayer számára az év, de az első körben vereséget szenvedett Julie Coinnal szemben. Egy héttel később, Hobartban a selejtező első körében búcsúzott. Az Ausztrál Open első körében Alberta Briantitól kapott ki.
Az Australian Open után két ITF-tornán vett részt, s az elsőt megnyerte, majd a következőn is döntőbe jutott, de 6–3, 1–1-es állásnál leléptették őt sportszerűtlen viselkedés miatt. Indian Wellsben az első körben legyőzte Magdaléna Rybárikovát 6–3, 6–2-re, és a második körben megszorongatta Daniela Hantuchovát is, de végül 5–7, 6–3, 7–6(4)-ra kikapott, annak ellenére, hogy két meccslabdája is volt. Miamiban az első fordulóban búcsúzott.
Élete első WTA-tornagyőzelmét májusban Estorilban szerezte meg, ahol a döntőben Jekatyerina Makarovát verte 7–5, 6–2-re. A döntőbe vezető úton legyőzte Petra Kvitovát, Volha Havarcovát, a 3. kiemelt Sorana Cîrsteát, az elődöntőben pedig Sahar Peér feladta Wickmayer ellen a mérkőzést három elvesztett játék után.
Strasbourgban nem tudott meccset nyerni, Anabel Medina Garriguestől kapott ki. Ezt a Roland Garroson kijavította, és az első körben legyőzte Urszula Radwańskát, viszont a második kanyarban kikapott a 30. kiemelt Samantha Stosurtól 6–3, 4–6, 6–4-es arányban. Birminghamben az előző évi döntője után a negyeddöntőig jutott el, ahol a nemrég visszatért Marija Sarapovától kapott ki három szettben. Maria Elena Camerin, Sorana Cîrstea, Kristina Barrois és Francesca Schiavone legyőzése után az Ordina Open fináléjába jutott, ám ott 6–3, 7–5-re kikapott Tamarine Tanasugarntól.
Wimbledonban az első kanyarban Jelena Vesznyina verte meg Wickmayert. Los Angelesben a harmadik kanyarban kapott ki a 2. kiemelt Vera Zvonarjovától 7–6(5), 6–4, 4–6-os arányban. Cincinnatiben a selejtezőből feljutva a második körig ment, akkor Jelena Gyementyjevától kapott ki két szettben. Ezután Katerina Bondarenkótól szenvedett vereséget a torontói verseny első fordulójában, majd ezt egy második körös búcsú követte New Havenben.
A US Open első fordulójában legyőzte a 16. kiemelt Virginie Razzanót, majd Peng Suajt is felülmúlta, a harmadik körben pedig Sara Erranit verte meg 6–3, 6–4-re. A negyedik körben szetthátrányból fordítva legyőzte Petra Kvitovát, majd a legjobb 8 között Katerina Bondarenkót is búcsúztatta. Az elődöntőben a 9. kiemelt Caroline Wozniackitól viszont kikapott két 6–3-as játszmában.
A China Open első fordulójában Alisza Klejbanova legyőzte őt. Linzben az első körben megverte Bacsinszky Tímeát 7–6(6), 6–4-re, a második fordulóban pedig 2–6, 6–3, 6–1-es arányban legyőzte Alexandra Dulgherut. A negyeddöntőben Sara Erranit verte meg 7–5, 6–3-ra, majd az elődöntőben az 1. kiemelt Flavia Pennetta 7–6(5), 6–3-as búcsúztatásával bejutott a fináléba, ahol Petra Kvitovát győzte le 6–3, 6–4-re. A győzelemnek köszönhetően Wickmayer bekerült a top 20-ba. A luxemburgi tornán 5. kiemelt volt, de az elődöntőben elvérzett Bacsinszky Tímeával szemben.
A Balin rendezett Commonwealth Bank Tournament of Championson a C csoportba került, ahol az első meccsen legyőzte Krumm Date Kimikót 7–6(5), 6–3-ra. A második forduló előtt azonban, ahol Anabel Medina Garriguesszel játszott volna, diszkvalifikálták őt állítólagos doppingvétség miatt. Wickmayert úgy tiltották el egy évre (Xavier Malisse-szal együtt) a whereabout szabály háromszori megsértése miatt, hogy valamennyi doppingtesztje negatív eredményt mutatott.

### 2010
2009-es év végén egyéves eltiltást kapott a whereabout szabály megszegése miatt, de a fellebbezés után, 2009. december 16-án törölték ezt a büntetést. Így részt vehetett az aucklandi ASB Classicon, ahol 3. kiemelt volt. Az első fordulóban Julia Görgest győzte le, a másodikban Raluca Olarut verte meg 6–2, 6–2-re. A negyeddöntőben ugyanilyen arányban múlta felül Krumm Date Kimikót. Az elődöntőben 6–4, 7–5-re legyőzte Sahar Peért, így bekerült a döntőbe, ahol Flavia Pennettát is legyőzte 6–3, 6–2-es arányban. Ez volt Wickmayer 3. WTA-tornagyőzelme.
A büntetése azonban túlhaladt az Australian Open kvalifikálási határidején, így Wickmayer csak úgy vehetett részt a tornán, ha selejtezőket játszik. A selejtezőben első kiemelt volt, és ahogy azt világranglista 24.-hez illik, simán továbbjutott a főtáblára. A főtáblán döntőszett 10–8-ra győzte le Alexandra Dulgherut az első kanyarban, majd 7–6(2), 6–1-es arányban ismét legyőzte Flavia Pennettát, a torna 12. kiemeltjét. A harmadik körben egy újabb olasz ellenfelet, Sara Erranit múlta felül, végül kikapott honfitársától, a későbbi döntős Justine Henintől, három szoros szettben.
Az Australian Open után két gyengébben sikerült tornája volt. Az Open GDF Suezen és a Dubai Duty Free Tennis Championshipsen az első fordulóban búcsúzott. A BNP Paribas Openen 13. kiemelt volt, és az első fordulóban nem kellett játszania. A második körben legyőzte Julia Görgest, majd Roberta Vincit is búcsúztatta a tornától. Végül kikapott María José Martínez Sáncheztől a harmadik fordulóban 6–4, 6–4-re. Miamiban a negyeddöntőig jutott el, a 13. kiemelt Marion Bartoli verte őt meg 6–4, 7–5-re. Stuttgartban, a Porsche Tennis Grand Prix-n a második fordulóban esett ki, honfitársa Justine Henin verte őt meg. Az Internazionali BNL d'Italian Karolina Šprem és Aravane Rezaï legyőzése után, Jelena Janković ejtette őt ki a negyeddöntőbe kerülésért.
A Roland Garroson egy sima 6–1, 6–1-es győzelemmel kezdte Sandra Záhlavovával szemben, majd ezt folytatta Sybille Bammer ellen is. A végállomást a harmadik kör jelentette számára, akkor Daniela Hantuchová verte őt meg két sima szettben. Az AEGON Classicon 3. kiemelt lévén erőnyerő volt az első fordulóban, a másodikban legyőzte a hazai pályán játszó Laura Robsont, a harmadik körben pedig Tamarine Tanasugarnt búcsúztatta. A negyeddöntőben viszont ő is búcsúzott, az amerikai Alison Riske ejtette őt ki. Az AEGON Internationalon az első fordulóban búcsúzott, az 5. kiemelt Kim Clijsters ellen.
Wimbledonban 15. kiemelt volt, és az első körben visszavágott Alison Riskének a vereségért, majd a második körben honfitársát, Kirsten Flipkenst is legyőzte két szoros szettben. Akárcsak a Roland Garroson, Wimbledonban is a harmadik körben búcsúzott, ezúttal Vera Igorevna Zvonarjova győzte őt le 6–4, 6–2-re. A Bank of the West Classicon 7. kiemeltként a negyeddöntőben kapott ki a torna 1. kiemeltjétől, Samantha Stosurtól. A Financial Group Women Openen 12. helyen volt kiemelve, de szintén a negyeddöntőben esett ki, ezúttal Anasztaszija Pavljucsenkova búcsúztatta Wickmayert. A két negyeddöntője között a Mercury Insurance Openen az első fordulóban ejtette őt ki Szvetlana Kuznyecova, a torna későbbi bajnoka.
A US Open előtt kikapott a Rogers Cup második körében Szávay Ágitól. A US Openen meg kellett védenie a tavalyi elődöntős pontjait, ám ez nem sikerült neki. A 4. körben búcsúzott a versenytől, a 31. kiemelt Kaia Kanepi verte őt meg.

### 2011
Az évet Aucklandban kezdte, hogy megvédje tavalyi győzelme pontjait. Ez részben sikerült, de a döntőben kikapott Arn Grétától 6–3, 6–3-ra. Ezt egy első fordulós búcsú követte a Medibank Internationalon, ekkor Samantha Stosurtól kapott ki. Az Australian Openen legyőzte Jarmila Gajdošovát, majd a második körben, 21. kiemelthez képest korán búcsúzott a tornától.
Az Open GDF Suezen Jelena Vesznyina és Klára Zakopalová legyőzése után kikapott a 4. kiemelt Petra Kvitovától a negyeddöntőben. A Dubai Duty Free Tennis Championshipsen az első körben felülmúlta a szabad-kártyás Bojana Jovanovskit, majd a második fordulóban úgy győzte le Li Nát, hogy Linek három meccslabdája volt a második szettben. Egyiket sem tudta kihasználni, így végül a belga jutott tovább 6–7(6), 7–6(6), 6–2-vel. A következő mérkőzést, Sahar Peér ellen szettelőnyből nem tudta megnyerni, így kiesett a tornáról. A BNP Paribas Openen 23. kiemeltként versenyzett, és az elődöntőben búcsúzott, miután a 15. kiemelt Marion Bartoli 6–1, 6–3-ra megverte őt.
A Sony Ericsson Openen egy második körös búcsúval folytatta az évet. A Family Circle Cupon kiejtette Cseng Csiét és Ana Tatisvilit két sima szettben, de kikapott az 1. kiemelt Caroline Wozniackitól 6–4, 4–6, 4–6-ra. A Internazionali BNL d'Italian ismét kikapott Caroline Wozniackitól, és ezt a sorozatot Brüsszelben, a Brussels Openen is megismételték.
A Roland Garroson 21. kiemelt volt, és az első és második körben sima szettekben verte Monica Niculescut és Morita Ajumit, de a harmadik körben kikapott a 12. kiemelt Agnieszka Radwańskától 6–4, 6–4-re. Az UNICEF Openen első fordulójában megverte Alberta Briantit 6–4, 6–0-ra, majd Arantxa Parra Santonját is felülmúlta. A negyeddöntőben kikapott a későbbi bajnok Roberta Vincitől 6–4, 6–4-re.
Londonban, a wimbledoni teniszbajnokságon a 4. körig jutott, ahol a későbbi tornagyőztes Petra Kvitovától kapott ki 6–0, 6–2-re, viszont a harmadik körben óriási meccsen legyőzte Szvetlana Kuznyecovát, a torna 12. kiemeltjét 4–6, 6–3, 6–4-es arányban.
Wimbledon után csak augusztusban lépett pályára Torontóban, ahol az első körben Roberta Vincitől kapott ki 6–4, 6–2-re. Egy héttel később, Cincinnatiban az első sorsolás alapján ismét nem volt kiemelve, ám Radwańska visszalépése után ő lett a torna 17. kiemeltje. Így az első meccset nem Szvetlana Kuznyecova ellen (ahogy az első sorsolás alapján kellett volna), hanem Bojana Jovanovskival játszotta. Jovanovskit 6–3, 6–4-re győzte le, a második körben viszont kikapott a selejtezős Petra Martićtól három szettben.
Dallasban elindult, de az első fordulóban, a Sofia Arvidsson elleni találkozóját hátsérülés miatt fel kellett adnia. A US Open első körében megverte Sorana Cîrsteát 6–1, 7–5-re, úgy, hogy Wickmayer nem ütött nyerőt a meccsen. A második fordulóban, Alla Kudrjavceva ellen 1–6, 0–3-nál Wickmayer feladta a mérkőzést, így búcsúzott a tornától. Wickmayer az év hátralevő részében már nem versenyzett, a szeptember végén megrendezett tokiói versenytől is visszalépett személyes problémái miatt.

### 2012
Négy hónapos kihagyás után, 2012-ben vett részt újra tornákon. Az év első versenyén, Aucklandben az előző évben elért döntős szereplés pontjait kellett volna megvédenie, de a második körben 6–4, 1–6, 1–6-ra kikapott Sara Erranitól. A következő héten Hobartban versenyzett, ahol első kiemeltként lépett pályára. Az első körben 7–5, 6–4-re verte Marina Erakovićot, a másodikban pedig 6–1, 6–1-gyel búcsúztatta az ausztrál Casey Dallecquát. A negyeddöntőben Simona Halepet 6–4, 6–0 arányban győzte le, az elődöntőben pedig a torna hatodik kiemeltjét, Sahar Peért verte meg 7–6(1), 6–3-as arányban. A döntőben a selejtezős Mona Bartheltől kapott ki 6–1, 6–2-re.
Az Australian Openen 28. kiemeltként indult el, de az első fordulóban nagy meglepetésre kikapott Galina Voszkobojevától 7–5, 6–2-re. Párizsban az első fordulóban a 6–1-re megnyert első játszma után az amerikai Jill Craybas lábsérülése miatt feladta a találkozót. A második kanyarban Wickmayer 6–2, 7–5-tel búcsúztatta Christina McHale-t. A negyeddöntőben visszavágott Mona Barthelnek, akit 6–4, 6–7(3), 6–3-ra múlta felül. A végállomást az elődöntő, és a 9. kiemelt és később bajnok Angelique Kerber jelentette, aki 6–7(2), 6–3, 6–4-gyel ejtette ki a belgát. Dohában az első fordulóban, egy egyoldalú meccsen, 6–2, 6–1-re verte meg Morita Ajumit. A második körben búcsúztatta a 7. helyen rangsorolt Francesca Schiavone-t 7–6(4), 6–4-gyel. A harmadik kanyarban a Kszenyija Pervak elleni 6–4, 6–0 arányú győzelme juttatta őt a negyeddöntőbe, ahol a későbbi győztes világelső Viktorija Azarankától kapott ki 6–0, 6–4-re.
Közel egy hónapos kihagyás után, Indian Wellsben játszott újra. 22. kiemelt volt, és emiatt erőnyerő az első körben. A második kanyarban viszont szettelőnyből, 2–6, 6–2, 6–4-re kikapott Jarmila Gajdošovától. Miamiban 23. kiemelt volt, és szintén erőnyerő az első körben. A másodikban Marina Erakovićot verte meg két szettben, majd a harmadik fordulóban honfitársát, Kim Clijsterst is búcsúztatta két játszmában (6–4, 7–6(5)). A negyedik fordulóban azonban kikapott a 6. kiemelt Caroline Wozniackitól 7–6(6), 6–0-ra. Charlestone-ban 12. kiemeltként indult, ám Jaroszlava Svedova a második körben 6–2, 7–6(2)-es arányban búcsúztatta Wickmayert. Fezben 4. kiemelt volt, ám az első kanyarban alulmaradt Patricia Mayr-Achleitnerrel szemben, így búcsúzott a tornától. Madridban le tudta győzni Jarmila Gajdošovát 6–2, 6–4-es arányban, ám a második körben Roberta Vinci ellen 6–1, 6–2-es vereséget szenvedett.
Rómában az első körben búcsúzott, Iveta Benešová verte őt meg 6–4, 5–7, 7–6(5)-re. A hazai tornán, Brüsszelben sem ért el kiemelkedő sikereket, a második körben a 4. kiemelt Dominika Cibulkovától szenvedett 6–3, 6–4-es vereséget. Az év második Grand Slamjén is az első körben búcsúzott, ezúttal Cvetana Pironkova verte őt meg 3–6, 6–0, 6–3-ra. Bad Gasteinben 2. kiemelt volt, és úgy jutott el a döntőig, hogy a legmagasabb világranglistás hellyel rendelkező ellenfele Mandy Minella volt (95.), akit az elődöntőben vert meg 7–6(3), 6–3-ra. A fináléban viszont alulmaradt a 7. kiemelt Alizé Cornet-val szemben, aki szettveszteség nélkül nyerte meg a tornát.

## WTA döntői

### Egyéni

#### Győzelmei (5)
| Összesítés           |                        |
| Grand Slam-torna (0) |                        |
| Tier I (0)           | Premier Mandatory* (0) |
| Tier II (0)          | Premier Five* (0)      |
| Tier III (0)         | Premier* (0)           |
| Tier IV (0)          | International* (5)     |
| Tier V (0)           | Challenger* (0)        |

* 2009-től megváltozott a tornák rendszere. Challenger tornákat 2012-től rendeznek.
 Az egymás mellett azonos színnel jelölt tornatípusok között nincs teljes mértékű megfelelés.
|    | Dátum                | Torna                            | Borítás    | Ellenfél a döntőben  | Döntő eredménye |
| 1. | 2009. május 10.      | Estoril Open, Estoril            | Salak      | Jekatyerina Makarova | 7–5, 6–2        |
| 2. | 2009. október 18.    | Generali Ladies Linz, Linz       | Kemény (f) | Petra Kvitová        | 6–3, 6–4        |
| 3. | 2010. január 9.      | ASB Classic, Auckland            | Kemény     | Flavia Pennetta      | 6–3, 6–2        |
| 4. | 2015. szeptember 20. | Japan Women's Open, Tokió, Japán | Kemény     | Magda Linette        | 4–6, 6–3, 6–3   |
| 5. | 2016. július 24.     | Washington Open, Washington, USA | Kemény     | Lauren Davis         | 6-4, 6-2        |

#### Elveszített döntői (6)
|    | Dátum            | Torna                                  | Borítás | Ellenfél a döntőben | Döntő eredménye     |
| 1. | 2008. június 15. | DFS Classic, Birmingham                | Fű      | Katerina Bondarenko | 6–7(7), 6–3, 6–7(5) |
| 2. | 2009. június 20. | Ordina Open, Hollandia                 | Fű      | Tamarine Tanasugarn | 3–6, 5–7            |
| 3. | 2011. január 8.  | ASB Classic, Auckland                  | Kemény  | Arn Gréta           | 3–6, 3–6            |
| 4. | 2012. január 14. | Moorilla Hobart International, Hobart  | Kemény  | Mona Barthel        | 1–6, 2–6            |
| 5. | 2012. június 17. | Nürnberger Gastein Ladies, Bad Gastein | Salak   | Alizé Cornet        | 5–7, 6–7(1)         |
| 6. | 2013. január 6.  | ASB Classic, Auckland, Új-Zéland       | Kemény  | Agnieszka Radwańska | 4–6, 4–6            |

### Páros

#### Győzelmei (4)
| Összesítés            |                              |
| Grand Slam-torna (0)  |                              |
| Premier Mandatory (0) | WTA 1000 (kötelező)* (0)     |
| Premier Five (0)      | WTA 1000 (nem kötelező)* (0) |
| Premier (0)           | WTA 500* (0)                 |
| International (2)     | WTA 250* (2)                 |

*2021-től megváltozott a tornák kategóriáinak elnevezése.
| No. | Dátum                | Torna                                         | Borítás    | Partner             | Ellenfél                           | Eredmény    |
| --- | -------------------- | --------------------------------------------- | ---------- | ------------------- | ---------------------------------- | ----------- |
| 1.  | 2013. október 20.    | BGL Luxembourg Open, Luxembourg, Luxemburg    | Kemény (f) | Stephanie Vogt      | Kristina Barrois Laura Thorpe      | 7–6(2), 6–4 |
| 2.  | 2016. július 24.     | Citi Open, Washington, D.C., Egyesült Államok | Kemény     | Monica Niculescu    | Aojama Súko Ozaki Risza            | 6–4, 6–3    |
| 3.  | 2022. szeptember 27. | Korea Open, Szöul, Dél-KOrea                  | Kemény     | Kristina Mladenovic | Asia Muhammad Sabrina Santamaria   | 6–3, 6–2    |
| 4.  | 2023. július 30.     | WTA Poland Open, Varsó, Lengyelország         | Salak      | Heather Watson      | Weronika Falkowska Katarzyna Piter | 6–3, 6–2    |

#### Elveszített döntői (2)
|    | Dátum                | Torna                     | Borítás | Partner            | Ellenfél a döntőben           | Döntő eredménye   |
| 1. | 2009. június 19.     | UNICEF Open, Hollandia    | Fű      | Michaëlla Krajicek | Sara Errani Flavia Pennetta   | 4–6, 7–5, [11–13] |
| 2. | 2019. szeptember 15. | Zhengzhou Open, Csengcsou | Kemény  | Tamara Zidanšek    | Nicole Melichar Květa Peschke | 1–6, 6–7(2)       |

## WTA 125K döntői: 6 (2–4)

### Egyéni: 2 (1–1)
| Eredmény | No. | Dátum              | Torna                            | Borítás     | Ellenfél a döntőben | Eredmény    |
| -------- | --- | ------------------ | -------------------------------- | ----------- | ------------------- | ----------- |
| Döntős   | 1.  | 2013. november 4.  | Taipei Open, Tajpej              | Szőnyeg (f) | Alison Van Uytvanck | 4–6, 2–6    |
| Győztes  | 1.  | 2015. november 29. | Mercury Insurance Open, Carlsbad | Kemény      | Nicole Gibs         | 6–3, 7–6(4) |

### Páros: 4 (1–3)
| Eredmény | No. | Dátum             | Torna                                                                   | Borítás | Partner         | Ellenfelek a döntőben                | Eredmény    |
| -------- | --- | ----------------- | ----------------------------------------------------------------------- | ------- | --------------- | ------------------------------------ | ----------- |
| Győztes  | 1.  | 2018. március 3.  | Oracle Challenger Series – Indian Wells, Indian Wells, Egyesült Államok | Kemény  | Taylor Townsend | Jennifer Brady Vania King            | 6–4, 6–4    |
| Döntős   | 1.  | 2018. április 21. | Zhengzhou Women's Tennis Open, Csengcsou, Egyesült Államok              | Kemény  | Taylor Townsend | Tuan Jing-jing Vang Ja-fan           | 6–7(5), 3–6 |
| Döntős   | 2.  | 2019. január 26.  | Oracle Challenger Series – Newport Beach, Egyesült Államok              | Kemény  | Taylor Townsend | Hayley Carter Ena Shibahara          | 6–3, 7–6(1) |
| Döntős   | 3.  | 2019. március     | Indian Wells Challenger, Egyesült Államok                               | Kemény  | Taylor Townsend | Kristýna Plíšková Jevgenyija Rogyina | 6–7(7), 4–6 |

## ITF döntői (49)

### Egyéni: 23 (14–9)
| $100,000 torna |
| $75,000 torna  |
| $50,000 torna  |
| $25,000 torna  |
| $10,000 torna  |

| Eredmény | No. | Dátum               | Torna                          | Borítás    | Ellenfél              | Eredmény                  |
| -------- | --- | ------------------- | ------------------------------ | ---------- | --------------------- | ------------------------- |
| Döntős   | 1.  | 14 May 2006         | Edinburgh, Egyesült Királyság  | Salak      | Mari Andersson        | 6–0, 1–6, 3–6             |
| Győztes  | 1.  | 2006. augusztus 20. | Koksijde, Belgium              | Salak      | Kristina Steiert      | 6–4, 6–1                  |
| Győztes  | 2.  | 2006. november 19.  | Florianópolis, Brazília        | Salak      | Estefania Craciún     | 6–1, 6–0                  |
| Győztes  | 3.  | 2006. november 26.  | Córdoba, Argentína             | Salak      | Teliana Pereira       | 6–1, 6–7(4), 6–0          |
| Döntős   | 2.  | 2007. április 15.   | Torhout, Belgium               | Kemény     | Claire Feuerstein     | 4–6, 4–6                  |
| Győztes  | 4.  | 2007. július 29.    | Les Contamines, Franciaország  | Kemény     | Julie Coin            | 6–2, 7–6(3)               |
| Győztes  | 5.  | 2007. október 28.   | Hamanako, Japán                | Szőnyeg    | Junri Namigata        | 4–6, 6–4, 6–2             |
| Döntős   | 3.  | 2007. november 4.   | Taoyuan City, Tajvan           | Kemény     | Akiko Morigami        | 4–6, 6–7(5)               |
| Győztes  | 6.  | 2007. november 11.  | Tajcsou, Kína                  | Kemény     | Han Hszin-jün         | 6–2, 6–2                  |
| Győztes  | 7.  | 2007. november 18.  | Kunming, Kína                  | Kemény     | Urszula Radwańska     | 7–5, 6–4                  |
| Döntős   | 4.  | 2008. március 15.   | Delhi, India                   | Kemény     | Kacjarina Dzehalevics | 6–2, 3–6, 2–6             |
| Döntős   | 5.  | 2008. április 13.   | Monzón, Spanyolország          | Kemény     | Petra Kvitová         | 6–2, 4–6, 5–7             |
| Győztes  | 8.  | 2008. május 11.     | Indian Harbour Beach, USA      | Salak      | Bethanie Mattek       | 6–4, 7–5                  |
| Győztes  | 9.  | 2009. február 22.   | Surprise, USA                  | Kemény     | Julija Vakulenko      | 6–7(0), 6–3, 4–3, feladta |
| Döntős   | 6.  | 2009. március 1.    | Clearwater, Egyesült Államok   | Kemény     | Julie Coin            | 6–3, 1–1 feladta          |
| Döntős   | 7.  | 2009. március 17.   | Saint-Gaudens, Franciaország   | Salak      | Nasztasszja Jakimava  | 5–7, 6–7(0)               |
| Győztes  | 10. | 2010. október 17.   | Torhout, Belgium               | Kemény     | Simona Halep          | 6–3, 6–2                  |
| Győztes  | 11. | 2018. február 18.   | Surprise, Arizona, USA         | Kemény     | Ana Sofia Sánchez     | 3–6, 6–3, 6–4             |
| Döntős   | 8.  | 2019. február 16.   | Shrewsbury, Egyesült Királyság | Kemény (f) | Vitalija Gyjacsenko   | 7–5, 1–6, 4–6             |
| Döntős   | 9.  | 2022. május 29.     | Netánja, Izrael                | Kemény     | Priscilla Hon         | 1–6, 3–6                  |
| Győztes  | 12. | 2023. január 15.    | Tallinn, Észtország            | Kemény (f) | Lina Gjorcheska       | 6–1, 2–0 feladta          |
| Győztes  | 13. | 2023. május 14.     | Trnava, Szlovákia              | Salak      | Greet Minnen          | 6–0, 6–3                  |
| Győztes  | 14. | 2023. június 11.    | Surbiton, Egyesült Királyság   | Fű         | Katie Swan            | 2–6, 6–4, 7–6(1)          |

### Páros: 26 (16–10)
| $100,000 torna       |
| $75,000/80,000 torna |
| $50,000/60,000 torna |
| $40,000 torna        |
| $25,000 torna        |
| $10,000 torna        |

| Eredmény | No. | Dátum              | Torna                            | Borítás     | Partner                     | Ellenfél                               | Eredmény            |
| -------- | --- | ------------------ | -------------------------------- | ----------- | --------------------------- | -------------------------------------- | ------------------- |
| Győztes  | 1.  | 2006. november 11. | Itajaí, Brazília                 | Salak       | Teliana Pereira             | Fernanda Hermenegildo Monika Kochanová | 6–3, 6–3            |
| Győztes  | 2.  | 2006. november 26. | Córdoba, Argentína               | Salak       | Teliana Pereira             | Florencia Molinero Veronika Spiegel    | 7–5, 6–4            |
| Győztes  | 3.  | 2007. május 18.    | Trivandrum, India                | Salak       | Lauren Albanese             | Nicole Clerico Ágnes Szatmári          | 3–6, 7–5, 6–0       |
| Győztes  | 4.  | 2007. július 8.    | Stuttgart-Vaihingen, Németország | Salak       | Kacjarina Dzehalevics       | Darija Jurak Carmen Klaschka           | 6–3, 6–2            |
| Győztes  | 5.  | 2007. július 28.   | Les Contamines, Franciaország    | Kemény      | Anasztaszija Pavljucsenkova | Petra Cetkovská Sandra Záhlavová       | játék nélkül        |
| Döntős   | 1.  | 2007. augusztus 1. | Coimbra, Portugália              | Kemény      | Magdalena Kiszczyńska       | Nagy Kira Neuza Silva                  | 3–6, 6–3, 7–5       |
| Döntős   | 2.  | 2007. október 21.  | Makinohara, Japán                | Szőnyeg     | Lauren Albanese             | Airi Hagimoto Sakiko Shimizu           | 7–5, 6–3            |
| Győztes  | 6.  | 2007. november 18. | Kunming, Kína                    | Kemény      | Urszula Radwańska           | Han Hszin-jün Hszü Ji-fan              | 6–4, 6–1            |
| Győztes  | 7.  | 2008. április 6.   | Torhout, Belgium                 | Kemény      | Anasztaszija Pavljucsenkova | Stéphanie Cohen-Aloro Selima Sfar      | 6–4, 4–6, [10–8]    |
| Döntős   | 3.  | 2009. február 22.  | Surprise, Egyesült Államok       | Kemény      | Ahsha Rolle                 | Jorgelina Cravero Ekaterina Lopes      | 6–1, 6–1            |
| Döntős   | 4.  | 2009. március 1.   | Clearwater, Egyesült Államok     | Kemény      | Maria Elena Camerin         | Lucie Hradecká Michaela Paštiková      | játék nélkül        |
| Győztes  | 8.  | 2009. április 10.  | Torhout, Belgium                 | Kemény      | Michaëlla Krajicek          | Julia Görges Sandra Klemenschits       | 6–4, 6–0            |
| Döntős   | 5.  | 2010. október 17.  | Torhout, Belgium                 | Kemény      | Michaëlla Krajicek          | Bacsinszky Tímea Tathiana Garbin       | 6–4, 6–2            |
| Győztes  | 9.  | 2017. október 28.  | Poitiers, Franciaország          | Kemény      | Belinda Bencic              | Mihaela Buzărnescu Nicola Geuer        | 7–6 (7), 6–3        |
| Győztes  | 10. | 2018. február 18.  | Surprise, Arizona, USA           | Kemény      | Doi Miszaki                 | Jacqueline Cako Caitlin Whoriskey      | 2-6, 6–3, [10-8]    |
| Döntős   | 6.  | 2018. június 10.   | Surbiton, Egyesült Királyság     | Fű          | Arina Rodionova             | Jessica Moore Ellen Perez              | 6–4, 5–7, [3–10]    |
| Győztes  | 11. | 2019. február 16.  | Shrewsbury, Egyesült Királyság   | Kemény (f)  | Arina Rodionova             | Freya Christie Valerija Szavinih       | 6–2, 7–5            |
| Győztes  | 12. | 2019. március 5.   | Wiesbaden, Németország           | Salak       | Anna Blinkova               | Jaimee Fourlis Kathinka von Deichmann  | 6–3, 4–6, [10–3]    |
| Döntős   | 7.  | 2019. június 9.    | Surbiton, Egyesült Királyság     | Fű          | Heather Watson              | Jennifer Brady Caroline Dolehide       | 3–6, 4–6            |
| Döntős   | 8.  | 2020. február 9.   | Midland, Egyesült Államok        | Kemény (f)  | Valerija Szavinih           | Caroline Dolehide Maria Sanchez        | 3–6, 4–6            |
| Döntős   | 9.  | 2022. március 6.   | Joué-lès-Tours, Franciaország    | Kemény (f)  | Mona Barthel                | Emily Appleton Ali Collins             | 6–2, 4–6, [6–10]    |
| Döntős   | 10. | 2022. október 23.  | Saguenay, Kanada                 | Kemény (f)  | Catherine Harrison          | Arianne Hartono Olivia Tjandramulia    | 7–5, 6–7(3), [8–10] |
| Győztes  | 13. | 2023. február 5.   | Porto, Portugália                | Kemény (f)  | Céline Naef                 | Alice Robbe Tara Würth                 | 6–1, 6–4            |
| Győztes  | 14. | 2023. február 19.  | Altenkirchen, Németország        | Szőnyeg (f) | Greet Minnen                | Freya Christie Ali Collins             | 6–1, 6–3            |
| Győztes  | 15. | 2023. március 5.   | Trnava, Szlovákia                | Kemény (f)  | Greet Minnen                | Sapfo Sakellaridi Radka Zelníčková     | 6–4, 6–4            |
| Győztes  | 16. | 2023. június 11.   | Surbiton, Egyesült Királyság     | Fű          | Sophie Chang                | Alicia Barnett Olivia Nicholls         | 6–4, 6–1            |

## Eredményei Grand Slam-tornákon

### Egyéniben
| Grand Slam | Australian Open | Australian Open      | Roland Garros  | Roland Garros       | Wimbledon | Wimbledon         | US Open        | US Open            |
| Év         | Eredmény        | Utolsó ellenfél      | Eredmény       | Utolsó ellenfél     | Eredmény  | Utolsó ellenfél   | Eredmény       | Utolsó ellenfél    |
| 2008       | Selejtező (2)   | Katie O’Brien        | 1. kör         | Akgul Amanmuradova  | 1. kör    | Szugijama Ai      | 1. kör         | Katarina Srebotnik |
| 2009       | 1. kör          | Alberta Brianti      | 2. kör         | Samantha Stosur     | 1. kör    | Jelena Vesznyina  | Elődöntő       | Caroline Wozniacki |
| 2010       | 4. kör          | Justine Henin        | 3. kör         | Daniela Hantuchová  | 3. kör    | Vera Zvonarjova   | 4. kör         | Kaia Kanepi        |
| 2011       | 2. kör          | Anastasija Sevastova | 3. kör         | Agnieszka Radwańska | 4. kör    | Petra Kvitová     | 2. kör         | Alla Kudrjavceva   |
| 2012       | 1. kör          | Galina Voszkobojeva  | 1. kör         | Cvetana Pironkova   | 3. kör    | Tamira Paszek     | 2. kör         | Pauline Parmentier |
| 2013       | 3. kör          | Marija Kirilenko     | 1. kör         | AK Schmiedlová      | 1. kör    | Vesna Dolonc      | 1. kör         | Marija Kirilenko   |
| 2014       | 2. kör          | Alison Riske         | 2. kör         | S Soler Espinosa    | 2. kör    | Ana Konjuh        | 1. kör         | Belinda Bencic     |
| 2015       | 4. kör          | Simona Halep         | 1. kör         | Elina Szvitolina    | 1. kör    | J Kulicskova      | 2. kör         | V Azaranka         |
| 2016       | 1. kör          | Magdaléna Rybáriková | 3. kör         | Garbiñe Muguruza    | 1. kör    | Karolína Plíšková | 1. kör         | Julia Görges       |
| 2017       | 1. kör          | Lucie Šafářová       | 1. kör         | Darja Kaszatkina    | 2. kör    | Garbiñe Muguruza  | 2. kör         | Kaia Kanepi        |
| 2018       | Selejtező (Q2)  | Selejtező (Q2)       | 1. kör         | Samantha Stosur     | 3. kör    | Donna Vekić       | 1. kör         | Petra Kvitová      |
| 2019       | Selejtező (Q1)  | Selejtező (Q1)       | Selejtező (Q1) | Selejtező (Q1)      | 2. kör    | Csang Suaj        | Selejtező (Q2) | Selejtező (Q2)     |
| 2020       | Selejtező (Q2)  | Selejtező (Q2)       | Selejtező (Q1) | Selejtező (Q1)      | elmaradt  | elmaradt          | 1. kör         | Sofia Kenin        |
| 2021       | –               | –                    | –              | –                   | –         | –                 | –              | –                  |
| 2022       | –               | –                    | –              | –                   | 2. kör    | Jeļena Ostapenko  | Selejtező (Q2) | Selejtező (Q2)     |
| 2023       | –               | –                    | Selejtező (Q2) | Selejtező (Q2)      | 1. kör    | Anna Blinkova     | 2. kör         | Madison Keys       |
| 2024       | 1. kör          | Varvara Gracsova     | –              | –                   | –         | –                 | –              | –                  |
| 2025       | –               | –                    | 1. kör         | Viktorija Azaranka  | 1. kör    | Renata Zarazúa    |                |                    |

### Páros
| Grand Slam | Australian Open         | Australian Open                     | Roland Garros             | Roland Garros                        | Wimbledon                   | Wimbledon                          | US Open                  | US Open                                |
| Év         | Eredmény Partner        | Utolsó ellenfél                     | Eredmény Partner          | Utolsó ellenfél                      | Eredmény Partner            | Utolsó ellenfél                    | Eredmény Partner         | Utolsó ellenfél                        |
| 2008       | –                       | –                                   | 1. kör Virginie Razzano   | Nathalie Dechy J Lihovceva           | –                           | –                                  | 1. kör Petra Cetkovská   | Cara Black Liezel Huber                |
| 2009       | 1. kör M Domachowska    | T Pucsak A Rodionova                | 1. kör İpek Şenoğlu       | Csuang Csia-zsung Szánija Mirza      | 2. kör M Rybáriková         | V Azaranka J Vesznyina             | 1. kör A Pavljucsenkova  | N Llagostera Vives MJ Martínez Sánchez |
| 2010       | 2. kör Virginie Razzano | J Vesznyina Cseng Csie              | –                         | –                                    | 1. kör Kirsten Flipkens     | Vera Dusevina J Makarova           | 1. kör Aravane Rezaï     | A Bondarenko K Bondarenko              |
| 2011       | 1. kör Simona Halep     | Līga Dekmeijere Morita Ajumi        | –                         | –                                    | –                           | –                                  | –                        | –                                      |
| 2012       | –                       | –                                   | 1. kör Sloane Stephens    | Līga Dekmeijere T Tanasugarn         | 1. kör Sahar Peér           | A Radwańska U Radwańska            | –                        | –                                      |
| 2013       | 2. kör Sz Kuznyecova    | N Llagostera Vives Cseng Csie       | –                         | –                                    | 2. kör Cvetana Pironkova    | Vania King Cseng Csie              | 1. kör Sorana Cîrstea    | Ashleigh Barty Casey Dellacqua         |
| 2014       | 1. kör D Cibulková      | Babos Tímea Petra Martić            | 1. kör Mónica Puig        | Klára Koukalová Monica Niculescu     | 1. kör Csang Suaj           | A Kudrjavceva Anastasia Rodionova  | 1. kör A van Uytvanck    | Christina McHale A K Schmiedlová       |
| 2015       | 1. kör Coco Vandweghe   | Dominika Cibulková Kirsten Flipkens | 1. kör Vang Ja-fan        | Madison Brengle Tatjana Maria        | –                           | –                                  | –                        | –                                      |
| 2016       | 1. kör A van Uytvanck   | Barbora Krejčíková Vang Ja-fan      | 1. kör Annika Beck        | Caroline Garcia Christina Mladenovic | 2. kör Annika Beck          | J Makarova J Vesznyina             | 1. kör Annika Beck       | L Arruabarrena Olha Szavcsuk           |
| 2017       | 1. kör Jelena Janković  | Martina Hingis Coco Vandeweghe      | 2. kör Pauline Parmentier | Kiki Bertens Johanna Larsson         | –                           | –                                  | –                        | –                                      |
| 2018       | –                       | –                                   | –                         | –                                    | –                           | –                                  | –                        | –                                      |
| 2019       | –                       | –                                   | –                         | –                                    | –                           | –                                  | –                        | –                                      |
| 2020       | –                       | –                                   | 1. kör Andrea Petković    | Cornelia Lister Shelby Rogers        | elmaradt                    | elmaradt                           | –                        | –                                      |
| 2021       | –                       | –                                   | –                         | –                                    | –                           | –                                  | –                        | –                                      |
| 2022       | –                       | –                                   | –                         | –                                    | 1. kör Julija Putyinceva    | Gabriela Dabrowski Giuliana Olmos  | 1. kör Julija Putyinceva | Rebecca Peterson A Potapova            |
| 2023       | –                       | –                                   | –                         | –                                    | –                           | –                                  | 2. kör Greet Minnen      | Laura Siegemund Vera Zvonarjova        |
| 2024       | 1. kör Greet Minnen     | Hszie Su-vej Elise Mertens          | –                         | –                                    | –                           | –                                  | –                        | –                                      |
| 2025       | –                       | –                                   | Negyeddöntő I-C Begu      | Ulrikke Eikeri Hozumi Eri            | 1. kör Anastasija Sevastova | Marta Kosztyuk Elena-Gabriela Ruse |                          |                                        |

## Év végi világranglista-helyezései
| Év     | 2006 | 2007 | 2008 | 2009 | 2010 | 2011 | 2012  | 2013 | 2014 | 2015 | 2016 | 2017 | 2018 | 2019 | 2020 | 2021 | 2022 | 2023 | 2024 |
| Egyéni | 534. | 221. | 69.  | 16.  | 23.  | 26.  | 23.   | 51.  | 67.  | 49.  | 52.  | 112. | 113. | 152. | 165. | 339. | 328. | 74.  | 756. |
| Páros  | 363. | 145. | 149. | 89.  | 168. | 183. | 1123. | 122. | 207. | 902. | 139. | 142. | 142. | 94.  | 99.  | 310. | 154. | 71.  | 434. |